# Anna Qvennerstedt
Anna Qvennerstedt, född 26 oktober 1971 i Jönköping, är en svensk copywriter.
Qvennerstedt gick ut copyutbildningen på Berghs School of Communication år 1994 och fick först jobb på reklambyrån Villmer innan hon anställdes av Garbergs. År 1997 deltog hon i starten av TBWA Stockholm, som hon var delägare i och arbetade på fram till 2004.
Under 2004 anställdes hon som copywriter av Forsman & Bodenfors. Hon blev senare styrelseordförande på byrån. Forsman & Bodenfors köptes av ett amerikanskt företag 2016 och slogs hösten 2018 ihop med en annan byrå som hette KBS. Qvennerstedt blev då byråns globala ordförande.
Under tiden på TBWA skrev Qvennerstedt boken "Tonårsparlören" som en del av ett projekt för Alkoholkommittén. Projektet prisbelönades och boken fortsatte tryckas i nya upplagor i flera år därefter.
Qvennerstedt har vunnit ett flertal guldägg på både TBWA och F&B. Hon har även tilldelats Kycklingstipendiet. År 2007 tilldelades hon reklambranschens hederspris Platinaägget. Hon var den näst första kvinnan att tilldelas detta pris. 2023 utnämndes hon av tidningen Resumé till en av Sveriges viktigaste reklamkvinnor genom tiderna. 2024 lämnade hon F&B för en roll som fri kreatör.